# Kasper Bosmans
Kasper Bosmans (Lommel, 1990) is een Vlaams kunstschilder. Hij combineert in zijn werk kunsthistorische motieven, elementen van de heraldiek tot folkloristische anekdotes.

## Levensloop

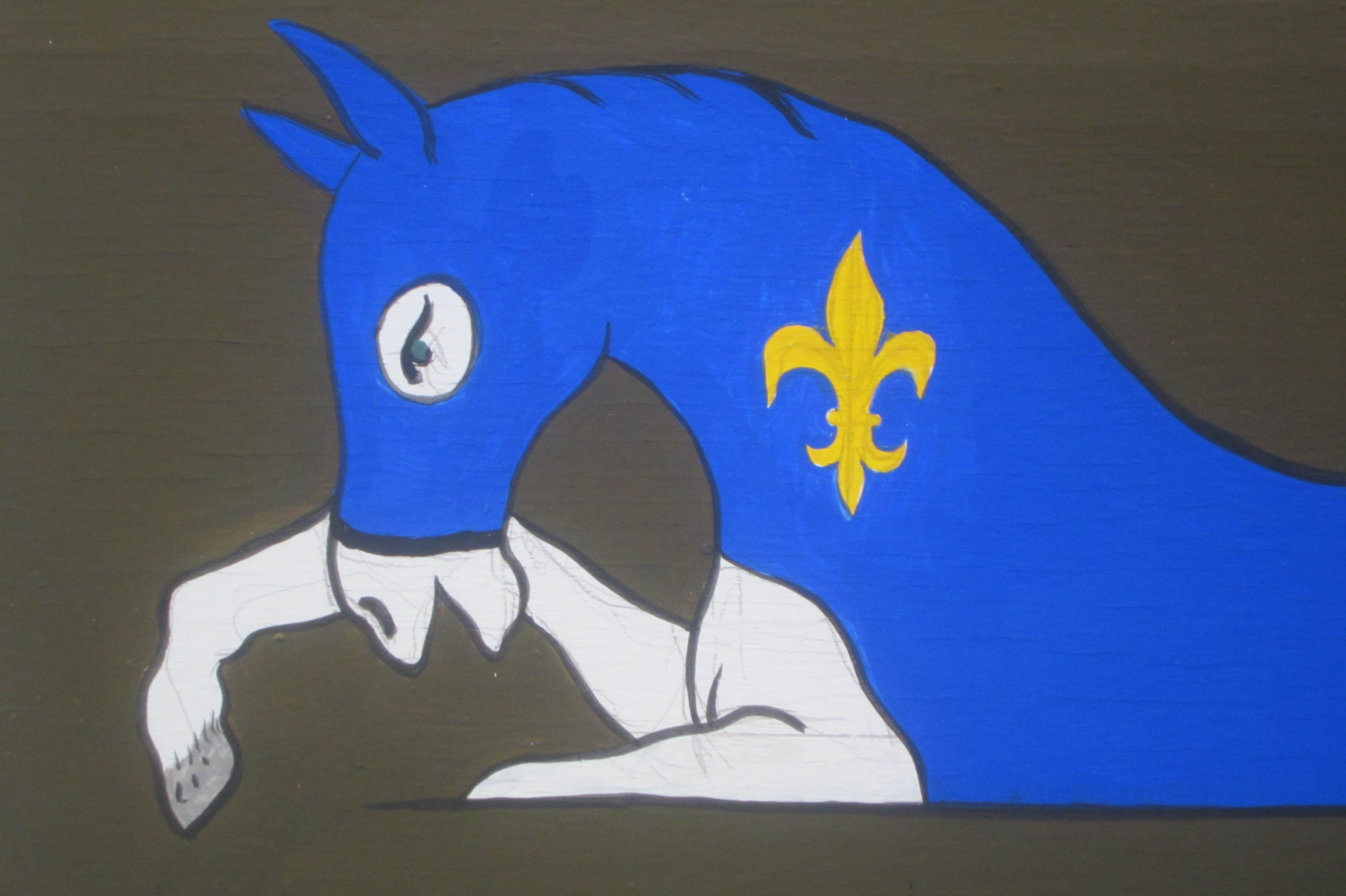
Verwerking van heraldische motieven in het werk van Kasper Bosmans

Kasper Bosmans volgde een opleiding aan de Koninklijke Academie voor Schone Kunsten van Antwerpen  en het Hoger Instituut voor Schone Kunsten van Gent (HISK). Geboren te Lommel, woont en werkt hij in Antwerpen. Sinds 2011 exposeert hij in het binnen- en buitenland, zowel in groep als apart. Hij exposeerde in Los Angeles en Hongkong.
Bosmans maakt zowel schilderijen, tekeningen, performances als sculpturen uit diverse materialen. Hij laat zich inspireren door lokale tradities, mythologische iconografie en beelden  uit de heraldiek. Zo verwerkt hij kleurrijk vlaggen, middeleeuwse symbolen, grondgebonden planten en geuren in zijn werk. De bijzondere combinatie van vlak geschilderde Egyptische symbolen, ibissen, het Atomium, een gloeilamp, kraanvogels en middeleeuwse voedselrituelen in zijn werk, vertelt telkens een bijzonder verhaal. In dit verband stelt hij: Door rond heel specifieke zaken te werken, kom je juist bij globale thema's terecht. Zo krijgt kunst een universele betekenis. Zijn beschilderde houten panelen verwijzen naar de beeldtaal van de heraldiek, aan overgeërfde tekens, symbolen en emblemen m.a.w. een tekenmatige representatie die de geschiedenis van de site in beeldmatige codes omzet. Over de link naar de heraldiek in zijn werk zegt hij verder: Heraldiek is eigenlijk een vorm van abstractie. Het is een soort logo voor een persoon of stad. Het is gemakkelijk reproduceerbaar en je kan er in de meest elementaire vorm heel ingewikkelde zaken of familiale verbanden mee visualiseren.
Het werk van Bosmans maakt deel uit van diverse privé- en openbare collecties in België, zoals Kanal - Centre Pompidou, S.M.A.K., M Leuven, M HKA en Mu.ZEE, en daarbuiten, zoals Centraal Museum en De Pont.

## Tentoonstellingen en werken
- 2017: The Words and Days, in De Hallen Haarlem[5]
- 2018: installatie van Veemarkt, geëmaileerde afbeelding van schapen op 20 betonnen zitelementen aan de Lommelse Kerkstraat verwijzend naar de vroegere schapenmarkt op deze plek[6]

## Onderscheidingen
- 2009: Proost de Barsy Award
- 2010: Nottebohn Award
- 2012: Laureaat M. Horlait Dapsens
- 2014: genomineerd, Coming People SMAK